# Brillecourt
Brillecourt è un comune francese di 90 abitanti situato nel dipartimento dell'Aube nella regione del Grand Est.

## Società

### Evoluzione demografica
Abitanti censiti